# Škofija Koper
Škofija Koper je ena izmed šestih slovenskih škofij in ena izmed štirih slovenskih sufraganskih škofij. Njen sedež je v Stolnici Marijinega vzebovzetja v Kopru. Poleg stolnice ima škofija v Novi gorici tudi Sostolnico Kristusa Odrešenika.
Kot sufraganska škofija skupaj z Nadškofijo Ljubljana in Škofijo Novo mesto tvori Metropolijo Ljubljana.
Koprski škof je Peter Štumpf.

## Zgodovina
Začetki koprske škofije segajo v 6. stoletje, vendar je bila v današnjem obsegu ponovno ustanovljena 17. oktobra 1977. 
Koprska škofija je obstajala že v 6. stoletju, po legendi pa naj bi Koper imel škofa sv. Nazarija že leta 524, kar je zgodovinsko nemogoče, saj so bili takrat gospodarji Istre arijanski Ostrogoti. Otok naj bi obljudili šele begunci iz Panonije po letu 568, ko so tam že vladali Bizantinci. Stalna škofija v Kopru je bila ustanovljena sredi 8. stoletja, ko jo je potrdil papež Štefan II. Prvi zgodovinsko izpričani koprski škof je bil Janez v 8. stoletju, tako da je škofija po svojem nastanku najstarejša na sedanjem ozemlju Slovenije. Bila je sufraganska škofija oglejskega  patriarhata, katerega metropoliti z naslovom patriarhov so imeli tedaj sedež v Gradežu. 
Škofija je bila revna in majhna (obsegala večji del ozemlja med rekama Rižano in Dragonjo), škofje so v Kopru prebivali le občasno, zato so upravo nad njo kmalu prevzeli tržaški škofje. Dne 11. januarja 1206 je papež Inocenc III. dovolil oglejskemu patriarhu, da združi Koprsko škofijo s škofijo Novigrad, vendar do združitve dejansko ni prišlo. Srednjeveški škofi so bili mdr. Aldiger, Vratemar, Absdalon, Konrad, Tommaso Contarini, Francesco Querini (Blaženi Frančišek Querini), Lodovico Morosini, Giovanni Loredano, Francesco Biondi, Gabriele Gabrieli, Simon Vosich, Jacopo Vallaresso, Bartolomeo de Sonica/Jernej iz Sonice, Defendente Valvassori. Leta 1784 je pridobila še župnije Milje, Osp in Predloko. Cerkveno je bila škofija podrejena Oglejskim patriarhom, politično pa do 1797 Beneški republiki, nato Avstriji, vmes nekaj let Ilirskim provincam, po 1918 pa Italiji. 
Med najpomembnejše koprske škofe spada domačin Peter Pavel Vergerij, ki se je odločil za protestentizem, za njim so bili škofi Tommaso Stella, Giovanni Ingenerio, Hieronimo Contarini, Hieronimo Rusca, Pietro Morari, Baltasare Bonifacio, Francesco Zeno (avtor dela Notizie della citta e diocesi di Capodistria), P. A. Delfino. Drugi najpomembnejši koprski škof (1686-1713) je bil Paolo Naldini, ki je izdal opis cerkvenih ustanov in verskega stanja koprske škofije ter ustanovil tudi t. i. ilirsko semenišče za slovenske oz. istrske glagoljaške duhovnike v Kopru, ki je delovalo več kot sto let (1710-1828). Bogoslužje v tedanji koprski škofiji je bilo (razen v mestih) vse do leta 1833 glagoljaško. 
Za njim so bili škofi še Antonio Maria Borromeo, Agostino Bruti, G.B./J.K. Sandi, Carlo Camuzzi in od 1776 Bonifacio da Ponte kot zadnji redno nastavljeni koprski škof.
V Koprski škofiji med letoma 1810 in 1828 ni prišlo do imenovanja rednih škofov (sedisvakanca), zato so jo začasno upravljali kapitularni vikarji, 30. junija 1828 pa je papež Leon XII. z bulo Locum beati Petri koprsko škofijo pridružil tržaški, kar je z bulo In supereminenti kot »aeque principaliter« dne 27. avgusta 1830 potrdil tudi Papež Pij VIII.

### Tržaško-koprska škofija
V obdobju, ko je bila formalno združena s koprsko, se je tržaška škofija (dejansko s sedežem v Trstu) imenovala Škofija Trst-Koper ali poljudno tržaško-koprska škofija, ki je imela tudi vrsto slovenskih škofov (prvi škof te združene škofije je bil Matevž (Matej) Ravnikar, za njim Jernej (Bartolomej) Legat, kasneje pa še Slovenca Janez Nepomuk Glavina in Andrej Karlin). 
Združena tržaško-koprska škofija je vsaj na papirju obstajala vse do leta 1977, vendar sta v resnici zaradi sprememb državnih meja po drugi svetovni vojni škofiji delovali ločeno že nekaj desetletij. Nazadnje je bilo ozemlje tržaško-koprske škofije enotno, ko je škofova oblast obsegala teritorij Svobodnega tržaškega ozemlja, ki je bil sicer manjši od uradnih meja škofije.
Tržaško-koprska škofija je obstajala ves čas italijanske zasedbe Primorske in Istre po prvi svetovni vojni ter tudi po kapitulaciji Kraljevine Italije 9. septembra 1943 ter po koncu druge svetovne vojne, ko je bilo, zaradi sporov po podpisu mirovne pogodbe z Italijo leta 1947 na območju tržaško-koprske škofije in poreško-puljske škofije oblikovano, vendar nikoli uresničeno Svobodno tržaško ozemlje.
To je bilo ukinjeno in razdeljeno po podpisu Londonskega memoranduma 5. oktobra 1954, s katerim je bila določena tudi meddržavna meja med Italijo in Jugoslavijo.
Za jugoslovanski (slovenski) del ozemlja poprej enotne škofije so bile s strani Svetega sedeža vzpostavljene začasne apostolske administracije, ki so upravljale tudi slovenski del goriške škofije, slovenski del tržaško-koprske škofije in slovenski del reške škofije, ter so se leta 1964 združile v enotno apostolsko administracijo za Slovensko Primorje. 
Franca Močnika, župnika v Solkanu, je tako Sveti sedež imenoval za apostolskega administratorja dela tržaško-koprske škofije v Sloveniji. Po izgonu ga je 25. novembra 1947 nasledil poreško-puljski škof Dragutin Nežić, ki je administraturo vodil iz Pazina. Leta 1951 je ljubljanski škof msgr. Anton Vovk prevzel upravo slovenskih župnij izven Svobodnega tržaškega ozemlja, leta 1954 pa še vse druge župnije v okolici Kopra.
Za njim je apostolski upravitelj slovenskega dela tržaško-koprske škofije leta 1955 postal dr. Mihael Toroš  ki ga je nasledil njegov namestnik, tomajski župnik in dekan Albin Kjuder, dokler ni Sveti sedež 17. julija 1964 Janeza Jenka, apostolskega administratorja slovenskega dela goriške škofije, imenoval še za administratorja župnij tržaško-koprske škofije v Sloveniji, hkrati pa je bil imenovan tudi za (naslovnega) škofa ter je bil posvečen  6. septembra 1964 v Logu pri Vipavi. Sedež administrature, ki jo je sprejel v upravo 1. septembra 1964, je po naročilu iz Vatikana prenesel v Koper.
Leta 1973 je apostolska administratura prevzela v upravo tri župnije (Gradin, Pregara in delno Topolovec), ki so prej spadale pod pazinsko administraturo.

### Obnovitev koprske škofije
Dne 17. oktobra 1977 je papež Pavel VI. z bulo Prioribus saeculi (V prvih letih) apostolsko administraturo za Slovensko primorje ukinil ter obnovil staro koprsko škofijo, na celotnem ozemlju dotedanje administrature, ter jo pridružil slovenski (ljubljanski) cerkveni pokrajini kot sufragansko škofijo ljubljanske nadškofije. Tedaj je bil škof Janez Jenko imenovan za (prvega) koprskega rezidencialnega škofa.
Po ratifikaciji meddržavnih Osimskih sporazumov, ki so stopili v veljavo oktobra 1977, je bila obnovljena škofija povečana še s tistimi deli goriške nadškofije in reške škofije (okoli Ilirske Bistrice), ki so ostali v Sloveniji.
Od 16. aprila 1987 do 23. junija 2012 je škofijo vodil škof Metod Pirih. Nasledil ga je dotedanji pomožni škof Jurij Bizjak, ki se je leta 2024 upokojil. Na mestu škofa ordinarija ga je leta 2025 nasledil dotedanji murskosoboški škof Peter Štumpf.
Dne 15. marca 2004 je Kongregacija za škofe z dekretom Ut spirituali povzdignila cerkev Kristusa Odrešenika v Novi Gorici v konkatedralo. Škofija zdaj nima stolnega ali kakšnega drugega kapitlja, ker ni na voljo dovolj duhovnikov, ima pa malo semenišče in Škofijsko gimnazijo v Vipavi.

## Organizacija
Škofija ima površino 4.306 km² in po preureditvi leta 2017 (93 župnij je bilo ukinjenih oz. pridruženih 41 že obstoječim, 59 pa je ostalo nespremenjenih) sedaj obsega 100 župnij. Leta 2006 je štela 204.602 krščenih od skupaj 257.280 prebivalcev. 

### Dekanije
- Dekanija Dekani
- Dekanija Idrija - Cerkno
- Dekanija Ilirska Bistrica
- Dekanija Kobarid
- Dekanija Koper
- Kraška dekanija
- Dekanija Nova Gorica
- Dekanija Postojna
- Dekanija Šempeter
- Dekanija Tolmin
- Vipavska dekanija